# IceHawks de Port Huron
Les IceHawks de Port Huron étaient une franchise professionnelle de hockey sur glace en Amérique du Nord qui évoluait dans la Ligue internationale de hockey. L'équipe était basée à Port Huron dans l'État du Michigan.

## Historique
La franchise est créée en 2007 et évolue dans la Ligue internationale de hockey. Les IceHawks sont affiliés aux Red Wings de Détroit dans la Ligue nationale de hockey.